# Лососеобразные
Лососеобра́зные (лат. Salmoniformes) — отряд лучепёрых рыб из надотряда протакантоптеригий (Protacanthopterygii). В него включают единственное семейство — лососёвых (Salmonidae).
Включает рыб средней и крупной величины. Для них характерно наличие жирового плавника. Распространены в умеренных и северных широтах. Лососевые в большинстве проходные рыбы, растущие и созревающие в морях, а для нереста идущие в реки. Особенно богаты лососевыми моря Дальнего Востока. Здесь водятся кета, горбуша, нерка и др. (см. Тихоокеанские лососи). Нерестятся эти рыбы в реках и озёрах.

## Классификации
По современной классификации лососеобразные — отряд, включающий в себя единственное семейство лососёвых. 
Однако в других классификациях можно встретить существенные отличия. Так, в советских энциклопедиях отряд лососеобразных отсутствовал вообще, а семейство лососёвых относилось к отряду сельдеобразных.
Также можно встретить классификации, которые в отряд лососеобразных включают подотряды: лососевидных (Salmonoidei), корюшковидных (Osmeroidei), серебрянковидных (Argentinoidei), щуковидных (Esocoidei), галаксиевидных (Galaxioidei), стомиевидных (Stomiatoidei), гладкоголововидных (Alepocephaloidei), макристиевидных.